# جی‌دانلودر
جی‌دانلودر (به انگلیسی: JDownloader) مدیر دانلودی است نوشته شده در جاوا که دانلود خودکار پرونده‌ها و قسمت‌بندی پرونده‌ها را از سایت‌های مانند رپیدشیر را هم فراهم می‌آورد. JDownloader حتی حساب‌های premium را هم حمایت می‌کند. قسمت‌های مشخصی از جی‌دانلودر متن‌‌باز می‌باشد.
جی‌دانلودر بیشتر در اسپانیا و کشورهای اسپانیایی زبان شناخته شده‌است. از ۲۰۰۹ وب‌گاه جی‌دانلودر در هزار سایت اول از نظر بازدید قرار گرفته‌است. مجلهٔ برخط آلمانی Chip.de به عنوان «تازه وارد سال ۲۰۰۹» پس از رتبه‌گیری بین ۵۰ دانلود نخست با بیش از نیم میلیون دانلود در سال قرار داد.

## مجوز
بر خلاف مجوز بعضی قسمت‌های جی‌دانلودر به صورت عمومی موجود نیستند. توسعه‌دهندگان اظهار نموده‌اند که مجوز آن ممکن است تغییر کند—برنامه هنوز متن‌باز ولی مجوزی می‌گیرد که قسمت‌های غیرمتن‌باز را اجازه دهد.